# دهبنه (لاهیجان)
دهبنه ، روستایی از توابع بخش رودبنه شهرستان لاهیجان در استان گیلان ایران است.
این روستا مهمترین روستای در عبور جاده ساحلی شهرستان لاهیجان است.این روستا همچنین به قسمت بزرگی از تالاب امیرکلایه دسترسی دارد.

## جمعیت
این روستا در دهستان شیرجوپشت قرار دارد و براساس سرشماری مرکز آمار ایران در سال ۱۳۸۵، جمعیت آن ۲۸۷ نفر (۹۲خانوار) بوده‌است.